# German Civil Labour Organisation
Die German Civil Labour Organisation (GCLO) (deutsch übersetzt: Deutsche zivile Arbeitsorganisation) war eine von 1947 bis 1950 bestehende Organisation der britischen Besatzungsmacht in Deutschland, in der deutsches Zivilpersonal tätig war.

## Geschichte
Die GCLO entstand am 1. August 1947 nach der offiziellen Auflösung vormaliger Labour Service Einheiten in der britischen Besatzungszone, die nach dem Ende des Zweiten Weltkriegs aus Teilen der deutschen Wehrmacht gebildet worden waren. Die Angehörigen des vormaligen Labour Service hatten den Status Surrendered Enemy Personnel. Sie wurden vor die Wahl gestellt, entweder in die GCLO einzutreten oder in ein Kriegsgefangenenlager gebracht zu werden, bis sie regulär ins Zivilleben entlassen würden. Die Personalstärke der GCLO schwankte zwischen 35.000 und 60.000 Angehörigen.
Obwohl die GCLO als zivile Organisation galt, trugen ihre Angehörigen eine Art Uniform und waren in eine militärischen Grundsätzen entsprechenden Struktur eingegliedert. Nachdem eine größere Zahl ehemaliger Wehrmachtsangehöriger die GCLO im Laufe der Zeit verlassen hatte, wurden neue ungediente Angehörige durch die Arbeitsämter eingestellt. Dabei machte die Besatzungsmacht von ihrem Recht Gebrauch, bei Bedarf Personal zwangsweise zu rekrutieren.
Am 21. Oktober 1950 wurde die GCLO in die German Service Organisation (GSO) überführt.

## Organisation
Die Einheiten der GCLO konnten mobil im gesamten britischen Besatzungsgebiet einschließlich Berlins eingesetzt werden. So kamen sie zum Beispiel für das Verladen der Versorgungsgüter während der Luftbrücke nach Berlin 1948 zum Einsatz.
Die GCLO war in Einheiten organisiert, die Teilen der britischen Armee oder Luftwaffe angegliedert waren. Viele Einheiten wurden aus dem vormaligen Labour Service übernommen. Die meisten von ihnen waren Transport- oder Instandsetzungseinheiten und hatten Personalstärken zwischen 220 und 475 Mann. Sie trugen Bezeichnungen wie GCLO Transport Service Group oder GCLO Artizan Group.